# Umur Begue
Umur Begue ou Gazi Umur ou Umur Paxá, dito o Leão (em turco:  Aydınoğlu Umur Bey; 1309 — 1348), foi o bei de Aidim entre 1334 e 1348. Umur foi descrito na crônica Düstürnâme-i Enverî, escrita por Enverî durante o reinado de Maomé II, como "o Leão de Deus", que liderava guerras justas e santas de conquista contra os infiéis e descrentes cristãos. Porém, as fontes ocidentais pintam uma imagem muito menos heroica - dois embaixadores venezianos lembraram que ele era imensamente gordo, com o estômago do "tamanho de um barril". Eles o encontraram vestindo seda, tomando leite de amêndoas e comendo ovos temperados com uma colher de ouro.
Umur era um amigo e fiel aliado de João VI Cantacuzeno e o ajudou com material e soldados durante as suas campanhas militares, especialmente durante a guerra civil bizantina de 1341-1347. No auge de seu poder, seu principado possuía 350 soldados e 15 000 homens.
Os seus repetidos ataques contra navios cristãos levaram à declaração de uma cruzada contra ele pelo papa Clemente VI em 1343. Em 1348, sua frota foi destruída por uma outra, composta de venezianos, cavaleiros de Rodes e cipriotas, e o próprio Umur foi morto.